# Dobroselo
Dobroselo is een plaats in de gemeente Donji Lapac in de Kroatische provincie Lika-Senj. De plaats telt 94 inwoners (2001).